# Цахир
Цахир (монг.: Цахир ) – сомон Архангайського аймаку Монголії.

## Межі сомону
Сомон межує з такими сомонами аймаку Архангай: Таріат, Хангай, на заході та півночі межує з аймаком Завхан.